# Prosopocera viridibasalis
Prosopocera viridibasalis är en skalbaggsart som beskrevs av Stefan von Breuning 1936. Prosopocera viridibasalis ingår i släktet Prosopocera och familjen långhorningar. Inga underarter finns listade i Catalogue of Life.